# Acacia hakeoides
Acacia hakeoides är en ärtväxtart som beskrevs av George Bentham. Acacia hakeoides ingår i släktet akacior, och familjen ärtväxter. Inga underarter finns listade i Catalogue of Life.